# Ole Damgaard
Ole Damgaard (født 22. august 1970) er dansk håndboldtræner og forstander for Vejle Idrætshøjskole.